# بولی اسپرت
بویل اسپرت (BoyleSports) بزرگ‌ترین بنگاه شرط‌بندی در ایرلند شمالی است‌و با داشتن 72 شعبه (تا سال 2024) در بریتانیا و ایرلند، یکی از بزرگ‌ترین و مشهورترین بنگاه‌های شرط‌بندی در این مناطق به شمار می‌رود. این شرکت در سال ۱۹۸۲ توسط جان بویل (John Boyle) تأسیس شد و از آن زمان تاکنون به طور قابل توجهی رشد کرده‌است.

## تاریخچه
بویل اسپرت در ابتدا به عنوان یک بنگاه کوچک شرط‌بندی در ایرلند تأسیس شد، اما با گذشت زمان و با استراتژی‌های موفقیت‌آمیز در زمینه گسترش شعب و خدمات خود، توانست به یکی از بزرگ‌ترین نام‌های صنعت شرط‌بندی تبدیل شود. این شرکت نه تنها در حوزه شرط‌بندی‌های ورزشی، بلکه در زمینه‌های دیگری همچون کازینو آنلاین، پوکر، و بازی‌های کازینویی نیز فعالیت می‌کند.

## خدمات و محصولات
بویل اسپرت طیف وسیعی از خدمات و محصولات را به مشتریان خود ارائه می‌دهد:
- شرط‌بندی ورزشی: شامل شرط‌بندی روی انواع مختلف ورزش‌ها مانند فوتبال، اسب‌دوانی، بسکتبال، تنیس و بسیاری دیگر.
- کازینو آنلاین: ارائه بازی‌های مختلف کازینویی مانند رولت، بلک‌جک، و اسلات‌های آنلاین.
- پوکر آنلاین: پلتفرم‌های پوکر برای بازیکنان حرفه‌ای و آماتور.
- بازی‌های کازینویی: شامل انواع بازی‌های دیجیتالی و آنلاین که به مشتریان ارائه می‌شود.

## توسعه بین‌المللی
بویل اسپرت نه تنها در ایرلند و بریتانیا، بلکه در بازارهای بین‌المللی نیز تلاش کرده است تا حضور خود را تقویت کند. این شرکت با استفاده از تکنولوژی‌های نوین و ارائه خدمات برتر به مشتریان، توانسته است در بازارهای رقابتی جایگاه ویژه‌ای کسب کند.

## مسئولیت اجتماعی
بویل اسپرت همچنین در زمینه مسئولیت اجتماعی فعالیت‌های قابل توجهی دارد. این شرکت به حمایت از جوامع محلی، ورزش‌های پایه، و برنامه‌های مختلف اجتماعی متعهد است.

## فوتبال
در ژوئن ۲۰۱۹ شرکت با عقد قرار دادی دوساله حامی مالی تیم بیرمنگام شد.